# Morpará
Morpará là một đô thị thuộc bang Bahia, Brasil. Đô thị này có diện tích 1731,929 km², dân số năm 2007 là 9462 người, mật độ 5,5 người/km².